# Chytolita morbidalis
Chytolita morbidalis (tên tiếng Anh: Morbid Owlet) là một loài bướm đêm thuộc họ Noctuidae. Nó được tìm thấy ở Manitoba tới Maine, phía nam đến North Carolina và Texas.
Sải cánh dài 29–35 mm. Con trưởng thành bay từ tháng 5 đến tháng 8. Dường như có hai thế hệ một năm.
Ấu trùng ăn lá chết.